# ピーター・ツィンナー
ピーター・ツィンナー（Peter Zinner、1919年7月24日 - 2007年11月13日）は、アメリカ合衆国の編集技師。オーストリアウィーン出身。ピーター・ジンナーとも日本語表記される。『ディア・ハンター』（1978年）でアカデミー編集賞と英国アカデミー賞 編集賞を受賞した。

## 経歴
オーストリア革命後のドイツ＝オーストリア共和国、ウィーンに生まれる。青年時代は音楽を学んだ。1938年3月13日、オーストリアがドイツに併合されると、ユダヤ人だったツィンナーと両親はフィリピンに移住し、1940年にアメリカに渡った。彼はタクシーの運転手で生計を立てながら、ときどきピアニストとして無声映画の伴奏を行った。
1943年、20世紀フォックスの編集技師見習いとなる。1947年にはユニバーサル・スタジオの音響技師の助手となる。
1981年、フランコ・ネロ、アンソニー・クイン出演の『The Salamander』で監督デビューした。
映画『レッド・オクトーバーを追え!』（1990年）に海軍提督役で出演。

## 主な編集作品

### 映画
- プロフェッショナル The Professionals (1966)
- 冷血 In Cold Blood (1967)
- SOS北極... 赤いテント Krasnaya palatka (1969)
- 暁の出撃 Darling Lili (1970)
- ゴッドファーザー The Godfather (1972)
- Crazy Joe (1974)
- ゴッドファーザー PART II The Godfather: Part II (1974)
- マホガニー物語 Mahogany (1975)
- スター誕生 A Star Is Born (1976)
- ディア・ハンター The Deer Hunter (1978)
- The Fish That Saved Pittsburgh (1979)
- 愛と青春の旅だち An Officer and a Gentleman (1982)
- ファイティング・キッズ Gladiator (1992)
- CODE:0000 コード:ゼロ The Omega Code (1999)

### テレビ映画
- Citizen Cohn (1992)
- Dirty Pictures (2000)
- Conspiracy (2001) - 兼製作総指揮

### テレビシリーズ
- 戦争の嵐 The Winds of War (1983)
- War and Remembrance (1988-1989)

## 受賞歴

### アカデミー賞
受賞
- 1979年 第51回アカデミー賞：編集賞『ディア・ハンター』

ノミネート
- 1973年 第45回アカデミー賞：編集賞『ゴッドファーザー』
- 1983年 第55回アカデミー賞：編集賞『愛と青春の旅だち』

### 英国アカデミー賞
受賞
- 1980年 英国アカデミー賞：編集賞『ディア・ハンター』

ノミネート
- 1976年 英国アカデミー賞：編集賞『ゴッドファーザー PART II』

### アメリカ映画編集者協会
受賞
- 1979年 アメリカ映画編集者協会 エディー賞：長編映画編集賞『ディア・ハンター』
- 1990年 アメリカ映画編集者協会 エディー賞：テレビシリーズ編集賞『War and Remembrance』
- 1993年 アメリカ映画編集者協会 エディー賞：テレビスペシャル編集賞『Citizen Cohn』
- 2001年 アメリカ映画編集者協会 エディー賞：ミニシリーズ・テレビ映画編集賞『Dirty Pictures』

ノミネート
- 1967年 アメリカ映画編集者協会 エディー賞：長編映画編集賞『The Professionals』
- 1973年 アメリカ映画編集者協会 エディー賞：長編映画編集賞『ゴッドファーザー』

### エミー賞
受賞
- 1989年 プライムタイム・エミー賞：編集賞『War and Remembrance』
- 1993年 プライムタイム・エミー賞：編集賞『Citizen Cohn』

ノミネート
- 1983年 プライムタイム・エミー賞：編集賞『戦争の嵐』
- 2001年 プライムタイム・エミー賞：作品賞（テレビ映画部門）『Conspiracy』
- 2001年 プライムタイム・エミー賞：編集賞『Conspiracy』